# Bad Grund (Harz)
Bad Grund (Harz) – uzdrowiskowa gmina samodzielna (niem. Einheitsgemeinde) w Niemczech, w kraju związkowym Dolna Saksonia, w powiecie Getynga. Do 31 października 2016 należała do powiatu Osterode am Harz. Do 28 lutego 2013 miasto wchodzące w skład gminy zbiorowej Bad Grund (Harz).
1 marca 2013 do gminy przyłączono cztery gminy: Badenhausen, Eisdorf, Gittelde oraz Windhausen, które stały się jej dzielnicami.